# Tarany
Tarany é um município da Hungria, situado no condado de Somogy. Tem 54,68 km² de área e sua população em 2019 foi estimada em 1.180 habitantes.